# Big Nothing
Big Nothing è un film del 2006 diretto da Jean-Baptiste Andrea con protagonisti Simon Pegg, Alice Eve e David Schwimmer.

## Trama
Charlie, padre di Emily e marito di Penelope (agente di polizia), è affetto da una malattia che causa una lenta perdita di memoria, per questo ha perso il suo posto di insegnante. Ha scritto un libro ma nessuna casa editrice ha risposto e, anche se con un dottorato di ricerca, finisce a lavorare in un call center. Qui conosce Gus che lo aiuta con il lavoro ma dopo poco tempo Charlie insulta un cliente al telefono, credendo di aver riagganciato la chiamata, e perde il lavoro. Gus si sente in debito e dà appuntamento a Charlie al bar. Lì Gus rivela di aver preso l'elenco delle persone che si sono collegate a siti pornografici negli ultimi mesi, tra queste c'è il reverendo Smalls. Il piano è di ricattare il sacerdote senza ricorrere all'uso della violenza. Mentre i due parlano si intromette Josie, cameriera del locale, che ha sentito tutto ed entra a farne parte. La ragazza contatta telefonicamente Smalls, lo ricatta e lo informa che verrà qualcuno a prendere i soldi. La sera successiva Gus si reca all'abitazione del reverendo e trova la porta aperta, ad aspettarlo c'è un sacerdote che gli punta contro una pistola, mentre lui è disarmato. Charlie, per fornire un alibi a Gus, va al bar e racconta che intanto Gus è alla stazione di servizio a fare rifornimento di benzina, poco dopo si accorge che a fianco a lui al bancone c'è il gestore della stazione e di conseguenza l'alibi non regge, mandando in aria il piano. Non sapendo cosa fare, Charlie corre ad avvisare Gus ma trova nel salotto il reverendo steso a terra e una chiazza di sangue. Credendolo morto, per nascondere il cadavere, lo getta nella fossa biologica in giardino. Rientrato in casa, trova Gus ferito a una gamba e gli spiega cosa è accaduto: aveva colpito il sacerdote con un vaso ed era svenuto a terra ma con la pistola aveva ferito Gus. Charlie si rende conto di aver appena ucciso una persona. Mentre riordinano per cancellare le tracce, arriva alla porta l'agente.

## Curiosità
- Nel filim vengono citati: Sharon Stone, Stephen Hawking, Bonnie e Clyde, Pink Floyd e i film Scemo e più scemo - Iniziò così e Rain Man - L'uomo della pioggia.
- Viene omaggiata una scena del film di fantascienza Matrix: al bar Gus prende delle M&M's, una blu e una rossa, e offre a Charlie la possibilità di scegliere se tornare a casa o far parte del piano.

## Colonna sonora
- Blinking Lights (For Me) - Eels
- But I did not - Howe Gelb
- Fin de Siegle - Noir Désir
- Money (that's what I want) - Barrett Strong
- Love of the loveless - Eels
- The Armed Man: A Mass for Peace - Karl Jenkins
- Stabat Mater - Giovanni Battista Pergolesi
- Sacred Darling - Gogol Bordello
- Shakin So Bad - Gluecifer
- Hands on the Bible - Local H
- Engel - Rammstein
- The Soldier - Martin Craft
- Bound for the floor - Local H
- Sister sister - Baxter Dury